# Мера за меру
Мера за меру је телевизијски снимак комедије Вилијама Шекспира из 2007. године у режији Миливоја Мишка Милојевића.
Представу изводи Српско народно позориште, а режирао ју је Дејан Мијач. Ова поставка је доживела преко 100 извођења, како у матичном позоришту, тако и на бројним гостовањима и освојила је бројне награде.

## Улоге
| Глумац              | Улога                |
| ------------------- | -------------------- |
| Војислав Брајовић   | кнез Вићенцо         |
| Јасна Ђуричић       | Изабела              |
| Борис Исаковић      | Анђело               |
| Срђан Тимаров       | Луције               |
| Стеван Гардиновачки | Ескало               |
| Мирослав Фабри      | Лакат                |
| Васа Вртипрашки     | Тамничар             |
| Душан Јакишић       | Помпеј               |
| Драгомир Пешић      | Тикван               |
| Тања Пјевац         | Ђулијета             |
| Југослав Крајнов    | Калудио              |
| Драган Којић        | први племић          |
| Милован Филиповић   | други племић         |
| Лидија Стевановић   | Маријана             |
| Јован Торачки       | калуђер Петар        |
| Раде Којадиновић    | калуђер Томас        |
| Тијана Максимовић   | госпа Пеза           |
| Новак Билбија       | Бернардин            |
| Милан Шмит          |                      |
| Ксенија Мартинов    | калуђерица Франциска |
| Јелена Антонијевић  |                      |